# Janusz Ramotowski
Janusz Przemysław Ramotowski (ur. 28 lipca 1950) – syn Józefa; absolwent Technikum Nukleonicznego; od 1968 do 1980 roku pracownik Wydziału Fizyki Uniwersytetu Warszawskiego Instytutu Fizyki Doświadczalnej, członek Związku Nauczycielstwa Polskiego.
W 1969 roku, przed wyborami do Sejmu, wspólnie z Przemysławem Kociszewskim i Zbigniewem Ostrowskim przeprowadził w Otwocku akcję plakatową domagając się umieszczenia na listach wyborczych działaczy opozycji. Służba Bezpieczeństwa ustaliła sprawców. Sprawę umorzono na mocy amnestii.
W 1977 roku wziął udział w obronie wyrzucanego z pracy na Uniwersytecie Warszawskim członka Komitetu Obrony Robotników Andrzeja Celińskiego.
Podczas stanu wojennego od początku 1982 członek Grup Oporu Solidarni RKW Mazowsze początkowo odpowiedzialny za sprawy techniczne, a następnie w ramach Sekcji Transportu odpowiedzialny za odbiór, przechowywanie i dystrybucję sprzętu przemycanego ze Szwecji na potrzeby podziemia Solidarności regionu „Mazowsze”.
Na emigracji we Francji od 1985 roku.
Wydział VI Departamentu II MSW zakończył „zabezpieczenie operacyjne” Janusza Ramotowskiego dnia 3 marca 1989 roku.
Członek CFTC – francuskich chrześcijańskich związków zawodowych.
Członek Związku Szlachty Polskiej.
W lipcu 2009 roku prezydent Lech Kaczyński nadał Januszowi Ramotowskiemu Krzyż Komandorski Orderu Odrodzenia Polski. Odznaczenie zostało wręczone 8 lutego 2012 roku przez wojewodę mazowieckiego Jacka Kozłowskiego.
Autor książki „Sto razy głową w mur” opisującej działalność Grup Oporu Solidarni RKW Mazowsze wydanej przez Instytut Pamięci Narodowej w 2014 roku.
W lipcu 2014 roku uhonorowany odznaką Zasłużony dla Warszawy.